# Goshen (California)
Goshen es un lugar designado por el censo (en inglés, census-designated place, CDP) ubicado en el condado de Tulare, California, Estados Unidos. Según el censo de 2020, tiene una población de 4968 habitantes.

## Geografía
La localidad está ubicada en las coordenadas 36°20′57″N 119°25′14″O / 36.34917, -119.42056 (36.349266, -119.420621). Según la Oficina del Censo, tiene un área total de 7.29 km², correspondientes en su totalidad a tierra firme.

## Demografía
Según el censo de 2000, en ese momento los ingresos medios de los hogares de la localidad eran de $28,301 y los ingresos medios de las familias eran de $27,962. Los hombres tenían ingresos medios por $25,781 frente a los $16,905 que percibían las mujeres. Los ingresos per cápita para la localidad eran de $8,837. Alrededor del 28.4% de la población estaba por debajo del umbral de pobreza.
De acuerdo con la estimación 2016-2020 de la Oficina del Censo, los ingresos medios de los hogares de la localidad son de $59,750 y los ingresos medios de las familias son de $50,505. Alrededor del 31.0% de la población está por debajo del umbral de pobreza.